# Ilana Sod

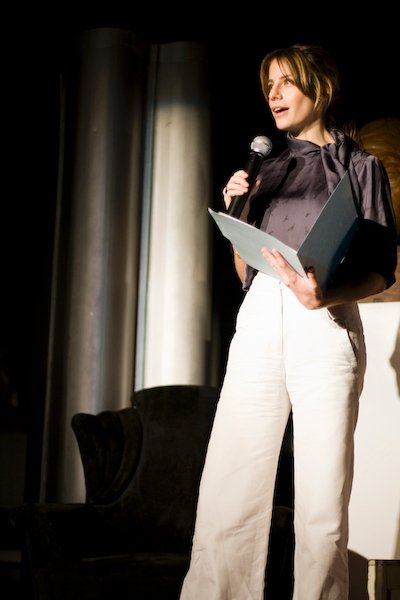
Ilana Sod

Ilana Sod, född den 3 februari i Mexico City, Mexiko, är en mexikansk TV- och radiojournalist, presentatör och producent.
Sod började sin yrkesbana på den mexikanska radiostationen Radioactivo, där hon arbetade från 1996 till 2004. Från 2004 till 2012 var hon nyhetspresentatör på MTV Latin America, där hon blev chefredaktör för public affairs. År 2006 till 2008 var hon kolumnist för den mexikanska dagstidningen Excélsior.  Inom TV har hon, förutom för MTV, bland annat arbetat som TV-ankare för Canal 40 (2001–2002) och Canal 22, och, sedan 2017, Milenio. 
Hon har inom radio bland annat medverkat vid Radio Trece, mun2, och, sedan 2018, Aire Libre.
Hon har också arbetat internationellt med reportage för olika kanaler från olika platser, bland annat från Sydney (Sky TV, i samband med olympiska sommarspelen 2000, ett reportage om livet i Australien vid sidan om sporten, som med OS som bakgrund tog upp aktuella samhällsfrågor i Australien), och om hiv/aids-frågor i Argentina, Colombia och Mexiko (MTV, CNN International, 2004, i samband med Världsaidsdagen). 